# Горбунов, Григорий Арсеньевич
Григорий Арсеньевич Горбунов (1871 — ?) — врач-окулист, депутат Государственной думы II созыва от Терской области.

## Биография

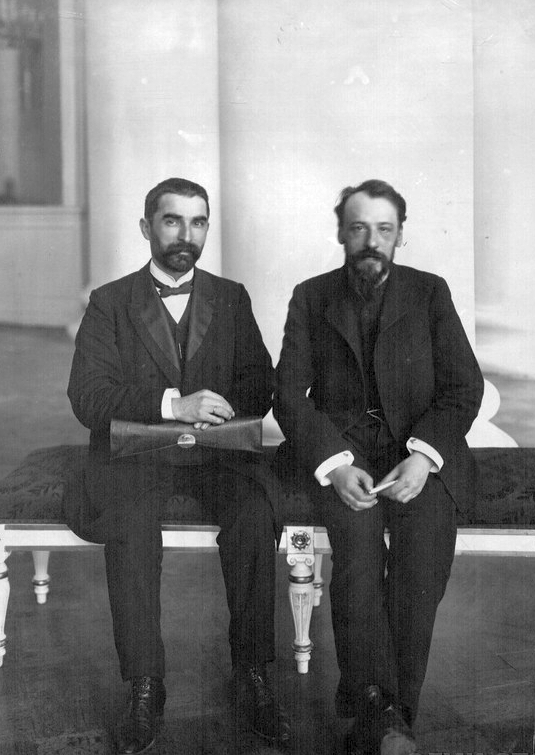
Депутаты 2-й Государственной думы от Терской области Т. Э. Эльдарханов и Г. А. Горбунов.

Дворянин. Выпускник 1-й Тифлисской гимназии. В 1894 году окончил Санкт-Петербургскую Военно-медицинскую академию. По специализации врач-окулист. С 1894 по 1905 служил военным врачом. С 1905, выйдя в отставку, имел частную практику в Пятигорске. Отставной коллежский советник. Был активным членом боевой дружины Пятигорска, возникшей под влиянием октябрьских событий в этом городе. После октябрьского Манифеста 1905 начал издавать совместно с П. П. Маслаковцом газету «Народная правда», редактор А. В. Траубе. С 4 по 25 декабря вышло 18 номеров, 30 декабря редакция газеты была опечатана, типография закрыта, а издатель Горбунов арестован. После тюремного заключения был выслан за пределы Терской области.
6 февраля 1907 избран во Государственную думу II созыва от неказачьего населения Терской области. Вошёл в состав группы Социалистов-революционеров. Был членом её постоянного комитета вместе с Н. С. Долгополовым, Д. Л. Зиминым, Ф. И. Ржехиным, В. М. Стрелковым. 11 марта на совместном заседании с фракцией трудовиков предложил создать народнический блок с общим бюро под лозунгом «Земля и воля». Трудовики приветствовали эту и приняли эту идею. Состоял бюджетной думской комиссии. Председатель комиссии Думы о помощи безработным. Участвовал в прениях по вопросам о величине контингента новобранцев на призыв 1907, об отмене военно-полевых судов и об оказании продовольственной помощи населению.
Дальнейшая судьба и дата смерти неизвестны.

### Рекомендуемые источники
- Российский государственный исторический архив. Фонд 1278. Опись 1 (2-й созыв). Дело 107; Дело 598. Лист 14,15.